# Ертарский
Ерта́рский — посёлок (до 2004 г. — рабочий посёлок) в Тугулымском городском округе Свердловской области.
Употребляется также название Ерта́рка.

## Этимология
Название поселка происходит от названия реки Ертарки, что в переводе с татарского языка означает «узкая земля» («ер» — земля, «тар» — узкая).

## История
До прихода русских переселенцев, по берегам реки Беляковки и ее притокам проживали Белаковские татары.
По устным преданиям первые поселенцы стали появляться в первой половине 18 века. Это было несколько семейств «стрелков», живших на границе Камышловского и Шадринского уездов, недалеко от кирпичных сараев.
Официально село Ертарка основано в 70-х годах 18 века, когда стали ссылать из средней России крестьян. Царское правительство, желая населить Урал, поощряло помещиков, ссылавших неугодных им людей. Таким образом, в Ертарке был основан ссыльно-каторжный острог. В 1767 году в лесной местности на речке Ертарке было основано село, а назвали по речке — Ертарское.
Уральский писатель Д. Н. Мамин-Сибиряк в очерке «Варнаки» подробно описывает Заводоуспенский посёлок и попутно говорит, что одновременно были основаны Богословский, Берёзовский и Ертарский посёлки.
В конце 18 века ссыльно-каторжными был построен небольшой казённый винокуренный завод и выкопан пруд. В это время ссыльные жили уже на территории современной Ертарки.
Наряду с каторжными тружениками в глухое место на жительство направляются ревнители старой веры — кержаки, в числе которых много зажиточных.
В 1869 году завод был приобретен известным Пермским магнатом А. Ф. Поклевским-Козеллом, жившим в селе Талица, за 22 тысячи рублей. Это был водочный король Урала, у которого было по обеим сторонам Уральских гор 14 винокуренных заводов.
Наличие лесов и силикатного песка натолкнуло Поклевского-Козелла на мысль ликвидировать винокуренный завод, а на его месте построить стекольный, что он и сделал впоследствии.
Стекольный завод проработал вплоть до 1998 года.
Помимо стекольного завода в поселке в разные годы были организованы несколько предприятий и общественных организаций.
1833 год — церковь.
1871 год — школа.
1898 год — лесничество.
1918 год — фельдшерский пункт.
1920 год — клуб.
1926 год — библиотека и детские ясли.
1927 год — пожарное депо.
1928 год — химлесхоз и сельское потребительское общество (сеть магазинов, столовые, хлебопекарни).
1929 год — детский сад.
1931 год — почта и сберегательная касса.
В 1950 году посёлок был полностью радиофицирован. Насчитывалось более 1300 радиотрансляционных точек.
Некоторые предприятия и организации работают по сей день.

## География
Посёлок расположен в Юго-Западной части Тугулымского района Свердловской области на берегах реки Беляковка и её притока Ертарки.

### Природа и климат
Территория вокруг посёлка входит в лесостепную зону. Преобладают боры, берёзовые рощи и берёзово-осиновые колки.
В поселке, на реке Ертарка, имеется большой пруд. В трёх километрах от посёлка на реке Етлачиха (иногда произносят Ветлачиха) есть ещё один пруд.
Животный мир представлен волками, лисицами, енотовидными собаками, можно встретить медведя, рысь, росомаху, барсука, куницу, горностая, колонка, норку, зайца, бобров, кротов, косулю, кабана. В окрестностях много птицы, встречаются гуси, утки, глухарь, тетерев, рябчик, перепел, коростель, лысуха, чибис, бекас, дупель, гаршнеп, вальдшнеп, голуби, горлица обыкновенная.
В водоёмах водится: щука, карась, окунь,гольян, пескарь, чебак, налим, елец, ёрш.
Климат континентальный. Характерна резкая смена погоды.

### Часовой пояс
Посёлок Ертарский, как и вся Свердловская область, находится в часовой зоне МСК+2. Смещение применяемого времени относительно UTC составляет +5:00.

## Население
| 1959 | 1970  | 1979  | 1989  | 2002  | 2010  | 2021 |
| ---- | ----- | ----- | ----- | ----- | ----- | ---- |
| 4852 | ↘3667 | ↘2896 | ↘2394 | ↘1639 | ↘1185 | ↘805 |

В посёлке 562 жилых дома.
Этнический состав: русские (их в посёлке большинство), татары, украинцы, белорусы, молдаване, армяне, казахи, чеченцы, греки.

### Известные люди
Здесь родились:
- Бутаков, Борис Иванович (род. 1938) — советский и украинский учёный.
- Бахтиаров, Анатолий Александрович (1851—1916) — русский писатель, краевед Санкт-Петербурга [источник не указан 1325 дней].
- Перевозчиков, Андрей Егорович 1908—1978 — главный конструктор ЦКБ «Айсберг». Под его руководством строился атомный ледокол «Арктика».

## Промышленность
Промышленность представлена двумя деревоперерабатывающими предприятиями — пилорамами.
Имеется Ертарское участковое лесничество, хлебозавод, несколько магазинов продовольственных и промышленных товаров.
Также есть 3 фермерских хозяйства. Они производят свинину, говядину, молочные продукты.
На территории посёлка расположена воинская часть

### Транспорт
Поселок соединён с районным центром и другими населёнными пунктами асфальтированной дорогой. Ежедневно ходит автобус Тугулым — Ертарский. Расстояние до Тюмени 120 км.

## Социальная сфера

### Образование
В посёлке действуют МДОУ Ертарский детский сад № 4 «Буратино» и Ертарская средняя школа № 27.

### Здравоохранение
От Тугулымской центральной районной больницы в поселке работает Ертарская ОВП № 2. Коллектив 11 человек. Имеется автомобиль скорой помощи.
До недавнего времени работала аптека.

### Религия
Первая деревянная церковь в Ертарском появилась в 1833 году. После пожара был построен каменный храм в честь Святой Троицы. В советское время его постигла та же участь, что и большинство храмов. В 1936 году храм был разрушен.
В начале 90-х годов 20 века в п. Ертарский открылся официальный приход во имя пророка Божиего Илии. В настоящее время идет сбор средств на строительство нового храма. Уже заложен фундамент.

### Культура
Первый упоминания о клубе относятся к 20-м годам прошлого века.
Осенью 1932 года здание бывшей сортировни Ертарского стекольного завода было переделано под клуб на 150 посадочных мест. Клубу было присвоено имя Г. Т. Носова. В 1956—1957 годах здание зрительного зала было перестроено на 350 посадочных мест, появились фойе, билетная касса, буфет. Свой клуб был и у химлесхоза. В клубах было много кружков, художественная самодеятельность, духовой оркестр. С распадом СССР, развалились предприятия, а вместе с ними и клубы.
Сейчас в Ертарском небольшой клуб. В праздники проводятся концерты, различные мероприятия, дискотеки для детей. В 2007 году создан певческий коллектив «Горлица».
В центре посёлка имеется библиотека. В ней работает отдел детской литературы, читальный зал.
При библиотеке созданы: клуб «Надежда», проводятся мероприятия с женщинами — пенсионерами и поэтический клуб «Вдохновение», проходят поэтические встречи со смешанной группой.

### Памятники
На горе, на братской могиле стоит памятник первым Ертарским большевикам:
- Носов Георгий Тимофеевич — секретарь следственной комиссии, секретарь партийной ячейки Ертарского стекольного завода
- Ширшев Василий Кузьмич — первый председатель Ертарского сельского совета,
- Гусев Дмитрий Васильевич — рабочий стекольного завода,
- Ларионов Александр Григорьевич — коммунист,
- Степанов Алексей Иванович — коммунист.

Все они были расстреляны в молодом возрасте во время гражданской войны.
В центре посёлка на площади установлен памятник в честь победы в Великой Отечественной войне.
- Памятник в честь первых большевиков.
- Памятник в честь победы в Великой Отечественной войне.

## Связь
Услугу проводной телефонной связи предоставляет компания Ростелеком. Телефонная нумерация +7(34367)26ххх
Мобильная связь.
- Мотив
- МегаФон
- Tele2
- MTC

Интернет
- Ростелеком технология ADSL
- МегаФон 3G
- Мотив 4G
- MTC 4G
- Tele2 4G